# Пюзьё (Мозель)
Пюзьё́ (фр. Puzieux) — коммуна во французском департаменте Мозель региона Лотарингия. Относится к  кантону Дельм.	

## География
Пюзьё расположен в 29 км к юго-востоку от Меца. Соседние коммуны: Ксокур на севере, Бакур, Превокур и Тенкри на северо-востоке, Дельм и Вивье на востоке, Донжё и Орьокур на юго-востоке, Ольнуа-сюр-Сей на юго-западе, Аленкур-ла-Кот и Льокур на северо-западе.

## История
- Деревня бана Дельма, последовательное владение аббатства Прюма, аббатства Сен-Клеман Меца и примаса кафедрального собора Нотр-Дам-де-л'Аннонсьясьон Нанси.
- Коммуна была разрушена во время Тридцатилетней войны 1614—1648 годов и заброшена. Восстановлена в XVIII веке.

## Демография
По переписи 2008 года в коммуне проживало 170 человек.	

## Достопримечательности
- Остатки древнеримской усадьбы.
- Следы древнеримского тракта Мец—Страсбург.
- Церковь Сен-Лорен 1843 года.
- Часовня Нотр-Дам-де-ла-Питье 1880 года.